# Phina Oruche
Phina Oruche, née à Liverpool le 31 août 1972, est une actrice britannique.

## Biographie
Ses parents sont originaires du Nigeria. Elle commence une carrière de mannequin, notamment pour Gap, avant de se tourner vers le métier d'actrice. Elle joue notamment des rôles récurrents dans les séries télévisées britanniques Femmes de footballeurs et Hollyoaks ainsi que dans la série télévisée américaine Buffy contre les vampires. Elle joue aussi des seconds rôles dans les films Sans complexes (1998) et Les Vampires du désert (2001).
En 2016, elle crée et interprète un spectacle solo, Identity Crisis, pour le théâtre.

## Filmographie

### Cinéma
- 1995 : Sabrina : le mannequin
- 1998 : Sans complexes : Leslie James
- 2001 : Les Vampires du désert : Cym
- 2009 : Happy Ever Afters (en) : Emily

### Télévision
- 1995 : Sauvés par le gong : La Nouvelle Classe (saison 3, épisode 23) : Ashley
- 1997 : Players, les maîtres du jeu (saison 1, épisode 3) : Victoria
- 1997 : Nash Bridges (saison 3, épisode 12) : Daysha Lang
- 1999-2000 : Buffy contre les vampires (épisodes Disparitions sur le campus, Un silence de mort et Cauchemar) : Olivia
- 2000 : Le Caméléon (saison 4, épisode 19) : la doctoresse
- 2003 : Charmed (saison 5, épisode 17) : Jada
- 2003 : Nip/Tuck (saison 1, épisode 7) : Mia
- 2006 : The Bill (saison 22, épisodes 26 et 28) : Heather Lees
- 2006 : Femmes de footballeurs (8 épisodes) : Liberty Baker
- 2010 : Hollyoaks (36 épisodes) : Gabby Sharpe